# Мухаммед Ат-Табарі
Абу́ Джафа́р Муха́мед ібн Джарі́р ат-Табарі (Табарі Абу Джафар Мухаммед ібн Джарір (араб. محمد بن جرير الطبري) ,
839 Амол (Табарістан) — † 17 лютого 923, Багдад) — видатний мусульманський історик, правознавець, знавець хадисів і тлумач Корану. Ат-Табарі є автором книги «Історії пророків і царів», тафсир Корану і праць по ісламському законознавству.
Ат-Табарі згадує про русів, що жили по сусідству з хозарами в першій половині VII століття.

## Біографія
Народився в місті Амол (провінції Табаристан) і походив з іранської сім'ї. Його схильність до науки проявилася вже в ранньому віці: у сім років він став хафізом (знав напам'ять Коран), а у вісім років вважався імамом. У 12 років ат-Табарі покинув рідну домівку для «пошуку нових знань». Отримував освіту в Реї, Басрі, Куфі, Багдаді, Медині, містах Сирії, а потім приїхав до столиці Аббасидського Халіфату — Багдада. Його вчителями були відомі в мусульманському світі вчителі, такі як Абу Бакр Мухаммад ібн Закарія ар-Разі (в м. Рей, від нього ат-Табарі записав понад 100 тис. хадисів), Ахмед ібн Хаммад ад-Даул Абі, Абу Курайб Мухаммед ібн аль-Ана аль-Хамадані. Двічі він приїжджав на свою батьківщину, в Табаристан. Останні роки життя ат-Табарі жив в Багдаді, відмовившись від запропонованого йому дохідного місця судді вазіру аль-Хакані і воліючи повністю присвятити себе науці і викладанню. Помер ат-Табарі 16 лютого 923 р в Багдаді.

## Діяльність
Ат-Табарі був дуже різнобічним вченим. Крім наук, де він був особливо обізнаний, — історії, фікг, рецитації Корану — він займався ще й поезією, лексикографією, граматикою, етикою і навіть математикою і медициною.
За своїми юридичним поглядами ат-Табарі спочатку був послідовником шафійського мазгабу, але пізніше, після повернення з Єгипту в Багдад, він став муджтахідом і заснував свій власний мазгаб (юридичну школу), що отримала назву «аль-джарірійя» на ім'я його батька. Цей мазгаб відрізнявся від шафійського спрямування деякими положеннями, не розходячись з ним в принципових питаннях. Існував він порівняно недовго і до наших днів на практиці не зберігся. Однак розбіжності ат-Табарі з ханбалійським тлумаченням викликали неприязнь до нього ханбалітів Багдаду, так що іноді він повинен був ховатися від обуреного натовпу у власному будинку і спростовувати звинувачення в єретизмі.
Ат-Табарі був плідним письменником. Він залишив понад десять творів, присвячених різним темам. Найважливіші з них дійшли до нас повністю або у великих витягах і видані в Європі та на Сході.

## Праці
В арабській історичній літературі ат-Табарі займає одне з перших місць, як «батько мусульманської історії». Збереглося декілька робіт Табарі в області коранознавства і права, такі як: «Кітаб іхтілаф аль-фукаха» («Книга різних поглядів факіхів»), в чотирьох томах, — присвячено розбору правових теорій різних юридичних шкіл; «Кітаб уль-Кираат ва Танзіль аль-Куран»; «Кітаб аль-Муджуз філь-усуль».

### Тлумачення Корану
Також зберігся його величезний, тридцятитомний коментар до Корану — «Джамі аль-Байа фі тафсир аль-Коран» («Зібрання роз'яснень в тлумаченні Корану»). У цьому коментарі ат-Табарі вперше зібрав численні документи, що лягли в основу мусульманської екзегетики. Ця класична праця багаторазово використовувався наступними мусульманськими вченими-богословами і є також цінним історичним джерелом. Тафсир ат-Табарі багатьма мусульманськими богословами вважається найкращим коментарем до Корану. Ан-Нававі пише, що у нього є відома книга по історії і тафсир, рівній якій ще ніхто не написав. Такої ж думки про нього Джалалудін ас-Суюті, він пише, що тафсир імама Абу Джафара ат-Табарі, про який шановні вчені зійшлися на тому, що не було написано тафсира подібного йому.
Саманидський емір  Мансур I ібн Нух, що правив в Хорасанів 961—976 роках, попросив у улемів фетву (юридичний висновок) з приводу допустимості перекладу Корану на перську мову. Знавці ісламського богослов'я підтвердили, що писати і читати переклад Корану на перській допустимо для тих, хто не володіє арабською мовою, і Мансур наказав групі улемів з Маверанахру і Хорасану перекласти тафсир ат-Табарі. Цей переклад дійшов до наших днів і кілька разів публікувався в Ірані.

### «Історія пророків і царів»
Але найбільшим твором ат-Табарі, який справедливо приніс йому славу, є його історичний твір, типу всесвітньої історії, — «Та'ріх ар-Русул вал-Мулук» («Історія пророків і царів»). У цьому творі ат-Табарі викладає історію від створення світу до сучасних йому подій (до IX століття) і охоплює історію головних культурних народів, відомих арабам в той час. Він розповідає про біблійних патріархів, пророків, древніх володарів, сасанідських царів, Мухаммеда і правовірних халіфів, Омеядах і Аббасидах. Починаючи з хіджри, виклад набуває характеру літопису: розповідь ведеться по роках хіджри і доводиться до 915 р. Як і в своєму коментарі до Корану, ат-Табарі зазвичай викладує на папір без всяких домішок всі відомі йому розповіді про кожну подію, не намагаючись ні узгодити їх, ні примирити, незважаючи навіть на їх явну суперечливість. Кожній розповіді передує ланцюг авторитетів-передавачів (існад). Сам текст розповіді, мабуть, не піддавався серйозним змінам з боку ат-Табарі. Це, разом з наявністю існад, дозволяє встановити достовірність джерела і дозволяє відновити, хоча б частково, тексти історичних творів, які не дійшли до нас і були використані ат-Табарі в його «Історії» і, таким чином, судити про їх характері і композиції.
Відомості ат-Табарі про Африку відносно нечисленні, хоча народи Африки, особливо аль-хабаші, згадуються в його творі досить часто. Найбільш цікавими є два уривки — розповідь про відносини арабів з нубійцями і розповідь про каральну експедицію проти царя Беджа.